# Erdenebatyn Badzarragczaa
Erdenebatyn Badzarragczaa (ur. 5 stycznia 1996) – mongolska, a od 2017 roku azerska judoczka.
Uczestniczka mistrzostw świata w 2017. Startowała w Pucharze Świata w 2014 i 2017. Złota medalistka igrzysk solidarności islamskiej w 2017. Mistrzyni Mongolii w 2016; druga w 2017. Wicemistrzyni Azerbejdżanu w 2017 roku.